# Collegio uninominale Toscana - 02 (Camera dei deputati 2017)
Il collegio elettorale uninominale Toscana - 02 è stato un collegio elettorale uninominale della Repubblica Italiana per l'elezione della Camera tra il s017 ed il 2022.

## Territorio
Come previsto dalla legge elettorale italiana del 2017, il collegio era stato definito tramite decreto legislativo all'interno della circoscrizione Toscana.
Era formato da parte del territorio del comune di Firenze (quartieri Gavinana, Badia a Ripoli, Legnaia, Isolotto, Mantignano, Ponte a Greve, Santo Spirito, Porta Romana) e dai comuni di Impruneta, Lastra a Signa, Scandicci e Signa nella città metropolitana di Firenze.
Il collegio era parte del collegio plurinominale Toscana - 03.

## Eletti
| Elezione | Elezione | Deputato             | Partito             |
| -------- | -------- | -------------------- | ------------------- |
|          | 2018     | Rosa Maria Di Giorgi | Partito Democratico |

## Dati elettorali

### XVIII legislatura
Come previsto dalla legge elettorale, 232 deputati erano eletti con sistema a maggioranza relativa in altrettanti collegi uninominali a turno unico.
| Candidati              | Candidati                      | Voti    | %     | Liste                           | Voti    | %     |
| ---------------------- | ------------------------------ | ------- | ----- | ------------------------------- | ------- | ----- |
|                        | Rosa Maria Di Giorgi ✔️ Eletto | 56 565  | 42,98 | Partito Democratico             | 49 492  | 37,60 |
| +Europa                | Rosa Maria Di Giorgi ✔️ Eletto | 56 565  | 42,98 | 5 551                           | 4,22    |       |
| Italia Europa Insieme  | Rosa Maria Di Giorgi ✔️ Eletto | 56 565  | 42,98 | 962                             | 0,73    |       |
| Civica Popolare        | Rosa Maria Di Giorgi ✔️ Eletto | 56 565  | 42,98 | 560                             | 0,43    |       |
|                        | Claudia Dominici               | 32 254  | 24,51 | Lega                            | 16 539  | 12,57 |
| Forza Italia           | Claudia Dominici               | 32 254  | 24,51 | 9 799                           | 7,44    |       |
| Fratelli d'Italia      | Claudia Dominici               | 32 254  | 24,51 | 5 303                           | 4,03    |       |
| Noi con l'Italia - UDC | Claudia Dominici               | 32 254  | 24,51 | 613                             | 0,47    |       |
|                        | Sabrina Montaguti              | 28 792  | 21,87 | Movimento 5 Stelle              | 28 792  | 21,87 |
|                        | Filippo Fossati                | 7 631   | 5,80  | Liberi e Uguali                 | 7 631   | 5,80  |
|                        | Erica Massa                    | 3 177   | 2,41  | Potere al Popolo!               | 3 177   | 2,41  |
|                        | Marco Rizzo                    | 1 301   | 0,99  | Partito Comunista               | 1 301   | 0,99  |
|                        | Leonardo Graziani              | 1 013   | 0,77  | CasaPound                       | 1 013   | 0,77  |
|                        | Emanuela Sartori               | 629     | 0,48  | Il Popolo della Famiglia        | 629     | 0,48  |
|                        | Davide Ricci                   | 260     | 0,20  | Per una Sinistra Rivoluzionaria | 260     | 0,20  |
| Totale                 | Totale                         | 131 622 | 100   |                                 | 131 622 | 100   |
|                        |                                |         |       |                                 |         |       |
| Voti non validi        | Voti non validi                | 3 796   | 2,80  |                                 |         |       |
| Votanti                | Votanti                        | 135 418 | 78,66 |                                 |         |       |
| Elettori               | Elettori                       | 172 159 |       |                                 |         |       |